# Nuevo Belén de Bajirá
Nuevo Belén de Bajirá es un municipio colombiano del departamento del Chocó, su cabecera municipal es Belén de Bajirá, se encuentra localizado en la subregión del Urabá, en la cuenca del río Atrato. 
Belén de Bajirá y sus áreas circundantes fueron centro de una disputa territorial entre los departamentos de Chocó y Antioquia.
El día 30 de noviembre de 2022, la Asamblea departamental de Chocó, mediante Ordenanza N.º 162 de 2022 aprueba la creación del municipio Nuevo Belén de Bajirá.

## División político-administrativa
Aparte de la cabecera municipal (Belén de Bajirá), el municipio Nuevo Belén de Bajirá tiene bajo su jurisdicción los centros poblados:
- Blanquicet
- Brisas
- La Punta
- Macondo
- Nuevo Oriente
- Playa Roja
- Santa María
- Siete de Agosto

### Veredas
El municipio tiene constituido las siguientes veredas:
Aguas Vivas, Amparradó Medio, Árbol del Pan, Balastrera, Bella Rosa, Bellavista Tumaradocito (Peñitas), Bijao Onofre, Buenos Aires, California, Calle Larga, Campo Alegre (Alto Riosucio), Caño de Arenas, Caño Manzo, Caño Seco Limón, Casa Amarilla, Cerrito, Cetino, Cuchillo Blanco, Cuchillo Negro, Despensa Baja, Despensa Media, El Brillante, El Caimán, El Cedro, El Cerrado, El Sinaí, Entízales, Eugenia Arriba, Eugenia Baja, Eugenia Media, Florida, Guacamayas, Guamo Curbaradó, Jiguamiandó, La Chochora, La Estampilla, La Línea, La Loma (La Larga), La Madre Uno, La Pala, La Posa, La 70 de Santa María, La Ye Pavarandó, Las Lomitas, Llano Rico, Lomitas, Los Cedros, Los Chipes, Mil Pesares, Nueva Estrella, Nueva Unión de San Andrés, Primavera, Pueblo Bello, Pueblo Regado, Puerto Cesar, Puerto Rivas, Salsipuedes, San Andrés, San Rafael, Santo Domingo (Venecia), Tierradentro, Urada, Villa Eugenia, Villa Nueva, Villa Rosa y Yarumal.

## Límites
Nuevo Belén de Bajirá está delimitado por los siguientes municipios:
| Noroeste: Riosucio (Río Atrato) | Norte: Límite entre Riosucio y Turbo ( Antioquia) | Nordeste: Turbo ( Antioquia)                |
| Oeste: Riosucio (Caño La Lepra) |                                                   | Este: Mutatá ( Antioquia) (Río Pavarandó)   |
| Suroeste: El Carmen del Darién  | Sur: El Carmen del Darién (Río Curvaradó)         | Sureste: El Carmen del Darién (Río Antadía) |

## Historia

### Breve tiempo como municipio
La naturaleza jurídica de Belén de Bajirá cambió de corregimiento a municipio el 19 de junio de 2000, por medio de la ordenanza 011 emitida de la Asamblea Departamental del Chocó y sancionada por el gobernador Juan Hinestroza Cossio, al considerar que el territorio pertenecía al municipio de Riosucio. Sin embargo, las autoridades antioqueñas reaccionaron con una demanda ante el Consejo de Estado. 

### Bajirá como corregimiento de Mutatá
En noviembre de 2007 el Consejo de Estado falló en favor de Antioquia al concluir que el territorio del municipio estaba dentro de ese departamento ya desde 1975 y que Belén de Bajirá había venido siendo atendido por los servicios de Antioquia desde hacía 32 años. Con la declaración de nulidad de la ordenanza chocoana de elevarlo a municipio, Belén de Bajirá volvió a su naturaleza jurídica previa como corregimiento, pero esta vez perteneciendo al municipio de Mutatá, ya que no existía una ordenanza antioqueña que haya creado a Belén de Bajirá como municipio.

### Resolución del conflicto de límites interdepartamental Antioquia-Chocó
En junio de 2014, el Instituto Geográfico Agustín Codazzi (IGAC) inició, con el objetivo de determinar la posesión sobre Belén de Bajirá, un informe técnico de deslindes entre ambos departamentos, el cual culminó y entregó al Congreso en febrero de 2016; si pasado un año tras la publicación del informe, el Congreso no se pronunciaba acerca de la disputa, quedaría como límite provisional el definido por el IGAC en su informe técnico. El informe señala que, a partir de lo establecido por la ley 13 de 1947, la cual dio nacimiento al Chocó, sumado a la existencia efectiva de la división de aguas entre el río Tumaradocito y el río-caño Tumaradó (división negada por Antioquia), la cual sirve de límites para lo establecido en dicha ley, Belén de Bajirá pertenece a Chocó y no a Antioquia. Sin embargo, las Comisiones Conjuntas de Ordenamiento Territorial de Senado y Cámara de Representantes, concluyeron que los estudios cartográficos del IGAC eran confusos y los devolvieron. A pesar de esto, el 14 de diciembre de 2016, el Congreso determinó que no había lugar a su intervención en la definición de los límites departamentales puesto que no había en la disputa las condiciones de límite dudoso de acuerdo a la ley 1447 de 2011, y que era potestad del IGAC el determinar los límites correspondientes, basándose en el informe técnico de deslindes. Finalmente, el 10 de junio de 2017, el IGAC publicó los mapas actualizados de Antioquia y Chocó, en los cuales se incluyó a Belén de Bajirá en territorio chocoano.

### Nuevo Belén de Bajirá
El 30 de noviembre de 2022, la Asamblea departamental de Chocó aprueba mediante ordenanza N.º 002 del 14 de octubre de 2022, la creación del nuevo municipio de Belén de Bajirá con porciones de los municipios de Riosucio y el Carmen del Darién.
El 27 de noviembre de 2023 se realizó un referendo popular en que ganó la opción "sí" al nuevo municipio.

## Economía
Recursos
El municipio se destaca por la riqueza de sus recursos que ha atraído inversionistas. Por otra parte, varios grupos armados al margen de la ley han pasado por la zona, como las Autodefensas Unidas de Colombia y las FARC.
El municipio es rico en oro, níquel, cobre, petróleo y palma de aceite, aunque sus habitantes viven en notable pobreza.

## Estructura organizacional municipal
| Nuevo Belén de Bajirá | Nuevo Belén de Bajirá | Nuevo Belén de Bajirá      |
| Departamento          | Código DANE           | Categoría municipal (2024) |
| --------------------- | --------------------- | -------------------------- |
| Chocó                 | 27493                 | Sexta                      |

- Personería: Es un centro del Ministerio Público de Colombia que ejerce, vigila y hace control sobre la gestión de las alcaldías y entes descentralizados; velan por la promoción y protección de los derechos humanos; vigilan el debido proceso, la conservación del medio ambiente, el patrimonio público y la prestación eficiente de los servicios públicos, garantizando a la ciudadanía la defensa de sus derechos e intereses.

El actual Personero municipal es Fredinson Salas Restrepo (2024-2027).
- Concejo Municipal: Se regulan por los reglamentos internos de la corporación en el marco de la Constitución Política Colombiana (artículo 313) y las leyes, en especial la Ley 136 de 1994 y la Ley 1551 de 2012.

Constituido por 13 concejales por un periodo de 4 años.  Actualmente se encuentra distribuido con los siguientes partidos para el periodo 2024 - 2027 de la siguiente forma:
4 (Liberal), 3 (Alianza Verde), 2 (Cambio Radical), 1 (ADA), 1 (ASI),  1 (Partido de la U) y 1 (Conservador).
- Alcaldía Municipal: En esta se encuentra la administración municipal y las entidades descentralizadas del municipio.

El Alcalde se pronuncia mediante decretos y se desempeña como representante legal, judicial y extrajudicial del municipio. El actual Alcalde municipal es Leopoldino Perea Caicedo (2024-2027), elegido por voto popular.

## Enlaces exterbos
- Artículos en Wikinoticias: El Instituto Geográfico Agustín Codazzi publicó un mapa en el que ubica a Belén de Bajirá en el Chocó.